# Šúdži Suma
Šúdži Suma (*1947 – 1999) byl japonský zápasník–judista.

## Sportovní kariéra
Připracoval se na Meidžijské univerzitě v Tokiu. V roce 1969 získal titul mistra světa v těžké váze. Jeho osobní technikou bylo seoi-nage. V roce 1970 ho provázely problémy s kyčlema, kvůli kterým musel předčasně zanechat aktivní sportovní kariéry. Zemřel údajně v roce 1999.

## Výsledky

### Váhové kategorie
| Turnaj               | 1968       | 1969       | 1970       |
| Turnaj               | 21         | 22         | 23         |
| Turnaj               | těžká váha | těžká váha | těžká váha |
| -------------------- | ---------- | ---------- | ---------- |
| Olympijské hry       |            |            |            |
| Mistrovství světa    |            | 1.         |            |
| Akademické MS        | 1.         |            | —          |
| Mistrovství Japonska | ?          | 2.         | 3.         |

### Bez rozdílu vah
| Turnaj               | 1968 | 1969 | 1970 |
| Turnaj               | 21   | 22   | 23   |
| -------------------- | ---- | ---- | ---- |
| Olympijské hry       |      |      |      |
| Mistrovství světa    |      | —    |      |
| Akademické MS        | 1.   |      | —    |
| Mistrovství Japonska | ?    | ?    | ?    |